# Едилиција Локалита Кастелкијаро (Терни)
Едилиција Локалита Кастелкијаро је насеље у Италији у округу Терни, региону Умбрија.
Према процени из 2011. у насељу је живело 155 становника. Насеље се налази на надморској висини од 125 м.